# Devići
Devići (izvirno srbsko Девићи) je naselje v Srbiji, ki upravno spada pod Občino Ivanjica; slednja pa je del Moraviškega upravnega okraja.

## Demografija
V naselju, živi 146 polnoletnih prebivalcev, pri čemer je njihova povprečna starost 35,9 let (34,6 pri moških in 37,2 pri ženskah). Naselje ima 65 gospodinjstev, pri čemer je povprečno število članov na gospodinjstvo 2,91.
To naselje je, glede na rezultate popisa iz leta 2002, večinoma srbsko.
|  |

| Demografija | Demografija     | Demografija     |
| Leto        | Št. prebivalcev | Št. prebivalcev |
| ----------- | --------------- | --------------- |
|             |                 |                 |
|             |                 |                 |
|             |                 |                 |
|             |                 |                 |
| 1948        | 1               |                 |
| 1953        | 15              |                 |
| 1961        | 56              |                 |
| 1971        | 134             |                 |
| 1981        | 184             |                 |
| 1991        | 219             | 219             |
| 2002        | 189             | 189             |
|             |                 |                 |

| Etnična sestava po popisu iz leta 2002 | Etnična sestava po popisu iz leta 2002 | Etnična sestava po popisu iz leta 2002 | Etnična sestava po popisu iz leta 2002 | Etnična sestava po popisu iz leta 2002 |
| -------------------------------------- | -------------------------------------- | -------------------------------------- | -------------------------------------- | -------------------------------------- |
| Srbi                                   | Srbi                                   |                                        | 186                                    | 98,41%                                 |
| Črnogorci                              | Črnogorci                              |                                        | 3                                      | 1,58%                                  |
| Neznano                                | Neznano                                |                                        | 0                                      | 0,0%                                   |